# Absolute Entertainment
Absolute Entertainment è stata un'azienda editrice di videogiochi statunitense fondata nel 1986. Attraverso la sua casa di sviluppo di videogiochi Imagineering, produceva titoli per Amiga, Atari 2600, Atari 7800, Sega Game Gear, Sega Mega Drive, Sega Mega CD, Game Boy, Nintendo Entertainment System, Super Nintendo Entertainment System e PC.
Ha pubblicato giochi per Sega Master System in Europa.

## Storia
Dopo aver lasciato il suo lavoro come sviluppatore di videogiochi e designer ad Activision, Garry Kitchen fondò la compagnia nel 1986 con altri ex colleghi. La Imagineering venne fondata poco prima lo stesso anno, come società di sviluppo rivolta anche ad altri editori; il compito iniziale della Absolute era pubblicare i giochi della Imagineering quando lo si voleva fare autonomamente.
Inizialmente la sede della società si trovava a Glen Rock in New Jersey, ma dopo fu spostata a Upper Saddle River.
Alla fine del 1988 un altro celebre ex collega della Activision, David Crane, entrò alla Absolute come vice presidente e sviluppatore.
Ad Absolute Entertainment Garry Kitchen continuò a sviluppare giochi per Atari 2600 e Atari 7800 come aveva fatto quando lavorava per Activision; quando il Nintendo Entertainment System tolse il dominio del mercato dalle mani di Atari, Kitchen spostò la sua attenzione sul NES sviluppando diversi titoli su quella piattaforma, cominciando con A Boy and His Blob: Trouble on Blobolonia pubblicato nel 1989 e Battle Tank del 1990.

### Declino
Absolute Entertainment sviluppò 30 titoli prima della diminuzione delle vendite compromettendo la qualità dei titoli sviluppati, fu questo a spingere Kitchen a chiudere l'azienda nel 1995.
Nello stesso anno Kitchen e Crane fondarono la Skyworks Technologies, compagnia che si occupava di casual game e di titoli per console portatili o telefoni cellulari.

## Videogiochi
| Titolo                                             | Anno |
| -------------------------------------------------- | ---- |
| Title Match Pro Wrestling                          | 1987 |
| Skate Boardin'                                     | 1987 |
| X-15 Alpha Mission                                 | 1987 |
| F-18 Hornet                                        | 1988 |
| Super Skateboardin'                                | 1988 |
| Crossbow                                           | 1988 |
| Tomcat: The F-14 Fighter Simulator                 | 1988 |
| Pete Rose Pennant Fever                            | 1988 |
| R.C. Grand Prix                                    | 1989 |
| Kung-Fu Master                                     | 1989 |
| A Boy and His Blob: Trouble on Blobolonia          | 1989 |
| The Rescue of Princess Blobette                    | 1990 |
| Garry Kitchen's Battletank                         | 1990 |
| Space Shuttle Project                              | 1991 |
| Super Battletank: War in the Gulf                  | 1992 |
| David Crane's Amazing Tennis                       | 1992 |
| Race America                                       | 1992 |
| Turn and Burn: The F-14 Dogfight Simulator         | 1992 |
| Goofy's Hysterical History Tour                    | 1993 |
| Toys                                               | 1993 |
| Star Trek: The Next Generation                     | 1993 |
| The Adventures of Rocky and Bullwinkle and Friends | 1993 |
| Redline: F1 Racer                                  | 1993 |
| Turn and Burn: No-Fly Zone                         | 1994 |
| Wheel of Fortune                                   | 1994 |
| Star Trek: Generations - Beyond the Nexus          | 1994 |
| Jeopardy!                                          | 1994 |
| A/X-101                                            | 1994 |
| Super Battletank 2                                 | 1994 |
| Space Ace                                          | 1994 |
| Home Improvement: Power Tool Pursuit               | 1994 |
| RDF: Global Conflict                               | 1995 |
| Rise of the Robots                                 | 1995 |
| Activision's Atari 2600 Action Pack 3              | 1995 |
| Casper                                             | 1996 |